# Benthochromis tricoti
 Benthochromis tricoti  (Synonym: Haplotaxodon tricoti) ist ein im ostafrikanischen Tanganjikasee endemisch vorkommender Buntbarsch.

## Beschreibung
Benthochromis tricoti ähnelt mit seinem schlanken, langgestreckten Körper den nah verwandten Kärpflingscichliden (Cyprichromini), wird mit einer Länge von 16,5 bis 20 cm aber deutlich größer. Der hartstrahlige Abschnitt der Rückenflosse ist niedrig. Das Auge ist groß. Sein Durchmesser ist größer als die Länge der Schnauze oder es ist gleich lang (101–129 %). Das Maul ist spitz, stark dehnbar und vorstülpbar. Männchen sind dunkel graubraun gefärbt und zeigen auf den Körperseiten drei hellblaue Längsbänder. Die untere Kopfregion und die Afterflosse sind gelb. Die Bauchflossen sind schwärzlich und sehr lang. Die Schwanzflosse ist dunkelgrau und mit zwei schmalen, hellblauen Querbändern gemustert. Das obere und untere Ende der Schwanzflosse ist zu einem langen Faden verlängert. Weibchen sind einfarbig graubraun bis silbrig, zeigen weder auf Körper noch auf den Flossen ein Streifenmuster und haben auch keine fadenförmigen verlängerungen an den Flossen.
- Flossenformel: Dorsale XVI–XVIII/11–12; Anale III/9–11.

## Lebensweise
Benthochromis tricoti lebt im Freiwasser an der Felsküste des Tanganjikasee. Die Fische halten sich vor allem an senkrechten Felswänden auf und kommen dort in Tiefen von 50, seltener auch 30 Meter, bis 150 Metern vor. Sie ernähren sich von Zooplankton, vor allem von Ruderfußkrebsen (Copepoda) und anderen kleinen Krebstieren. Benthochromis tricoti ist ein maternaler Maulbrüter und nach dem Ablaichen kümmert sich das Weibchen allein um Laich, Larven und Jungfische.